# Melibe engeli
Melibe engeli is een slakkensoort uit de familie van de Tethydidae. De wetenschappelijke naam van de soort is voor het eerst geldig gepubliceerd in 1937 door Risbec.